# Вайсенсберг
Вайсенсберг (нім. Weißensberg) — громада в Німеччині, знаходиться в землі Баварія. Підпорядковується адміністративному округу Швабія. Входить до складу району Ліндау. Складова частина об'єднання громад Зігмарсцелль.
Площа — 7,84 км2. Населення становить 2674 ос. (станом на 31 грудня 2020).

## Галерея

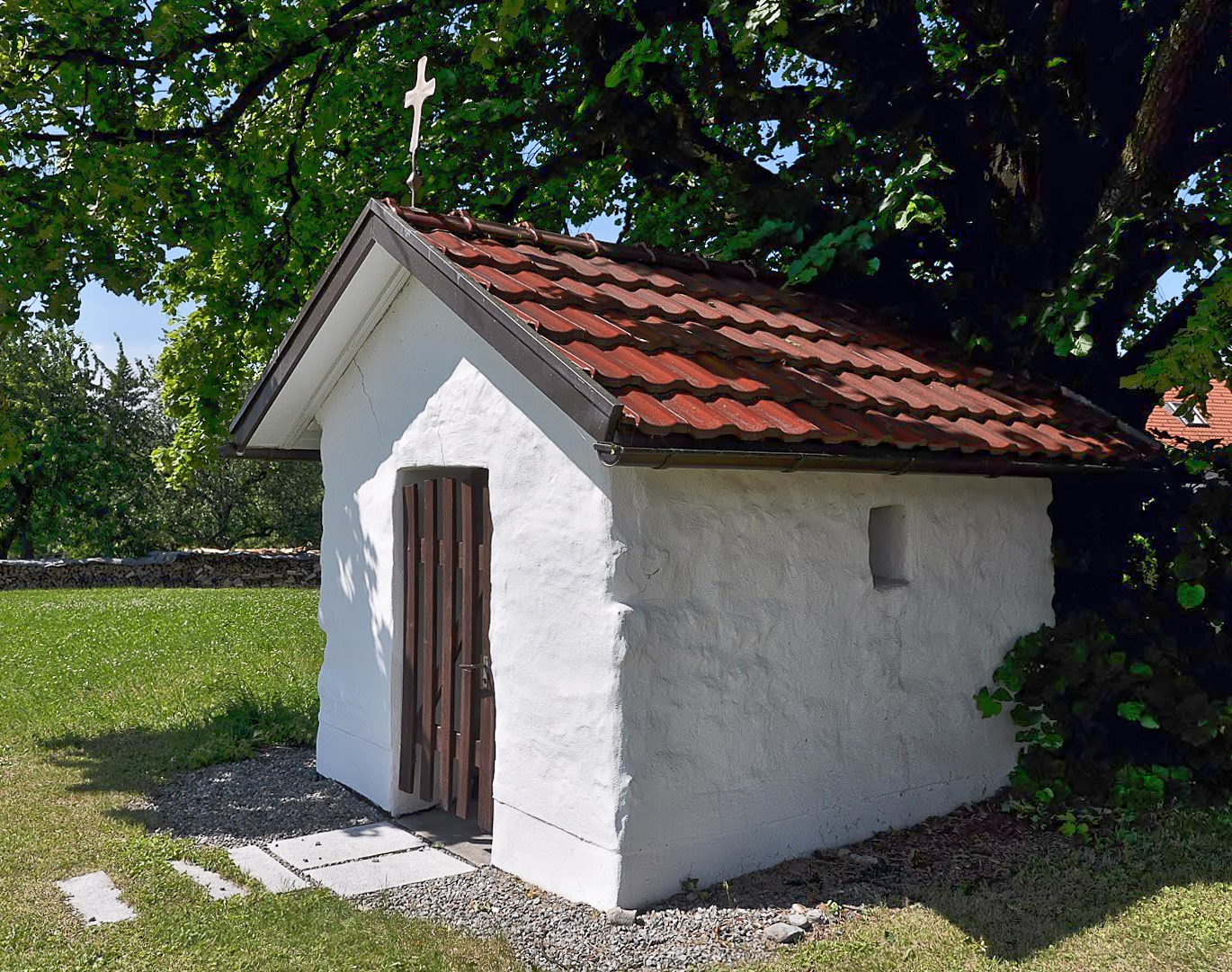
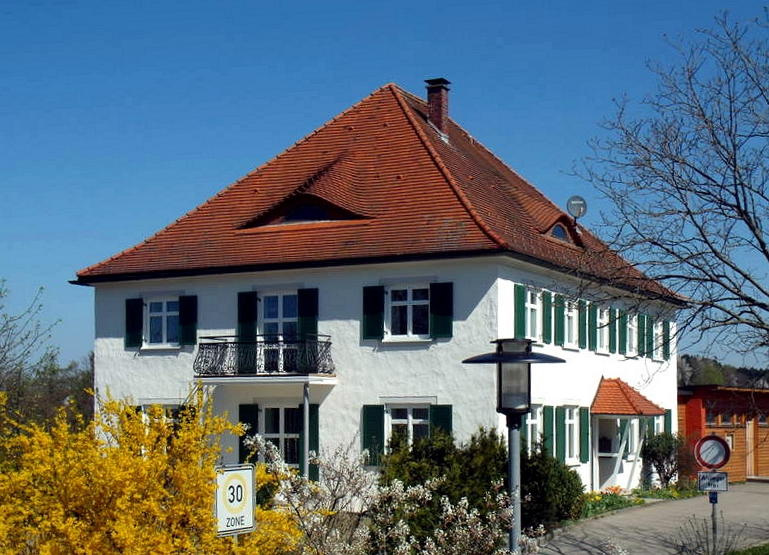
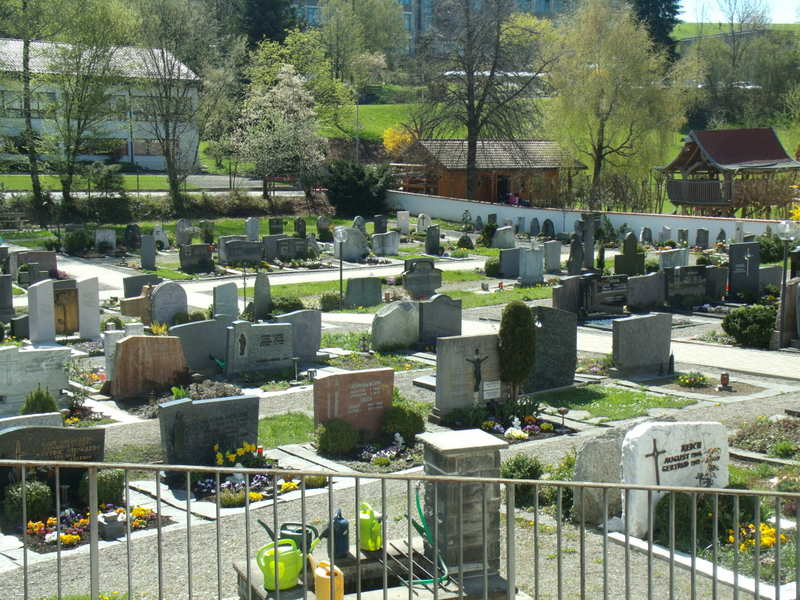